# Кроу, Тим
Профессор Тим Кроу (англ. Tim Crow; 7 июня 1938, Лондон — 10 ноября 2024) — британский психиатр и исследователь, известный своей гипотезой о том, что шизофрения является эволюционной платой человечества за развитие языка.
В 1976 году Кроу совместно с Эвой Джонстон и другими авторами, использовав новую для того времени технологию ПЭТ, отметили у больных шизофренией увеличение боковых желудочков мозга. В 1980-х годах он в сотрудничестве с Нэнси Андреасен вёл разработку концепции негативных симптомов шизофрении, пытаясь связать их с увеличением желудочков.
В 1997 году Кроу в статье с названием «Является ли шизофрения платой за использование homo sapiens дискретного языка?», опубликованной в Schizophrenia Research, выдвинул гипотезу, которую обосновал на генетическом уровне: согласно гипотезе Кроу, шизофрения не только представляет собой специфическую болезнь человека как вида (это было общераспространённым утверждением и прежде), но она и определяет человека как вид; в частности, ген языка и ген шизофрении — это один и тот же ген. Иными словами, согласно утверждению Кроу, каждый человек в той или иной степени немного шизофреник, виной чему является человеческий язык.
Умер от осложнений болезни Паркинсона 10 ноября 2024 года в возрасте 86 лет.